# Орден «Кирилл и Мефодий»
Орден «Кирилл и Мефодий» (болг. Орден «Кирил и Методий») был учреждён 13 декабря 1950 года Указом № 649 Президиума Народного собрания НРБ как преемник в республиканской наградной системе ордена «Святые Равноапостольные Кирилл и Мефодий» 1909 года. Орден имел три степени и предназначался для награждения болгарских и иностранных граждан за деятельность в области просвещения, культуры и науки, а также за большие заслуги в воспитании болгарского народа. Отменён в 1991 году, его преемник: орден «Святые Кирилл и Мефодий».

## Описание
Орден имеет три степени. Имеет форму медали, правильный круг с диаметром 36 мм. Односторонний. На лицевой стороне изображены Святые братья Кирилл и Мефодий, держащие книгу и развёрнутый пергамент с первыми буквами азбуки А, Б, В, Г. В верхней части ордена находится пятиконечная звёздочка, к которой крепится ушко для соединения с пятиугольной колодкой. Ордена всех степеней имеют одинаковые размеры, но разный цвет металла и эмали. Знак 1-й степени изготавливался из жёлтого металла, а фон аверса покрыт красной эмалью. Знак 2-й степени изготавливался из белого металла и имеет синий фон, 3-й — из белого металла с белым фоном. Лента общая для всех степеней — светло-синяя.
Автором проекта был П. Дойчинов, гравёром О. Одабашян.

## Кавалеры ордена
Орден за номером один был вручён болгарскому профессору математики Николе Обрешкову 22 мая 1952 года. Также, среди награждённых орденом, был Джон Атанасов (1970 г.), лётчик-космонавт СССР Андриян Григорьевич Николаев, советский учёный-биохимик, академик Юрий Анатольевич Овчинников, советский химик-технолог, академик Виктор Вячеславович Кафаров, поэт Леонид Мартынов (1976 г.), белорусский поэт и переводчик с болгарского Нил Гилевич, советский математик Иван Георгиевич Петровский, советский актёр Алексей Баталов, советский славист и палеограф Марфа Вячеславовна Щепкина, монгольский учёный-зоолог Дондогийн Цэвэгмид, и  историк, славист и балканист проф. Михаи́л Абра́мович Би́рман. В 1963 году орден был вручён болгарскому живописцу Бенчо Обрешкову, однофамильцу кавалера ордена № 1.